# Barrackville
Barrackville és una població dels Estats Units a l'estat de Virgínia de l'Oest. Segons el cens del 2000 tenia 1.288 habitants.

## Demografia
Segons el cens del 2000, Barrackville tenia 1.288 habitants, 534 habitatges, i 373 famílies. La densitat de població era de 720,7 habitants per km².
Dels 534 habitatges en un 28,3% hi vivien nens de menys de 18 anys, en un 55,4% hi vivien parelles casades, en un 11,2% dones solteres, i en un 30,1% no eren unitats familiars. En el 26,4% dels habitatges hi vivien persones soles el 14,6% de les quals corresponia a persones de 65 anys o més que vivien soles. El nombre mitjà de persones vivint en cada habitatge era de 2,41 i el nombre mitjà de persones que vivien en cada família era de 2,9.
Per edats la població es repartia de la següent manera: un 23% tenia menys de 18 anys, un 6,8% entre 18 i 24, un 28,6% entre 25 i 44, un 24,6% de 45 a 60 i un 16,9% 65 anys o més.
L'edat mediana era de 40 anys. Per cada 100 dones de 18 o més anys hi havia 82 homes.
La renda mediana per habitatge era de 31.587 $ i la renda mediana per família de 42.969 $. Els homes tenien una renda mediana de 26.354 $ mentre que les dones 21.786 $. La renda per capita de la població era de 16.506 $. Entorn del 8,2% de les famílies i el 10,6% de la població estaven per davall del llindar de pobresa.

## Poblacions més properes
El següent diagrama mostra les poblacions més properes.